# María Fernanda Castro Maya
María Fernanda Castro Maya   (nascida c. 1993, no México) é uma ativista mexicana autônoma dos direitos das pessoas com deficiência.

## Ativismo
Em decorrência de sua deficiência intelectual, María Fernanda Castro Maya faz parte da Confederação Mexicana de Organizações em favor das Pessoas de Discapacidade Intelectual, que toma ações para assegurar que se cumprem os direitos das pessoas com deficiência do apoio da Human Rights Watch. Entre outros, pediu a todos os partidos políticos mexicanos que considerem a deficiência intelectual e as dificuldades de aprendizagem nas medidas que implementam:

Pessoas com deficiência intelectual não são eternas crianças, pois podemos decidir, expressar nossa opinião e nos envolver em questões comuns e assumir responsabilidades. Queremos que nos consultem sobre as leis que são feitas. Isso nos permitirá fazer parte das decisões do país.
María Fernanda pessoalmente advoga pela acessibilidade linguística de documentos vinculados a decisões políticas, além da inclusão de pessoas com deficiência em partidos políticos e atas eleitorais. Ademais, María Fernanda fez parte da delegação mexicana que apresentou às Nações Unidas um relatório sobre os direitos das pessoas com deficiência e, desde 2020, é representante regional do grupo Empower Us, que pertence à rede global Inclusion International. Também encabeçou a consulta online sobre a participação política das pessoas com deficiência intelectual e psicossocial e moderou uma mesa de trabalho à Encontro Internacional de Autogestores.
María Fernanda até apresentou uma proposta ao Parlamento das Pessoas com Deficiência 2022 para reformar o Código Civil da Cidade do México e erradicar a figura do curador. A proposta foi enviada ao Congresso da Cidade do México à espera de uma resposta.

## Reconhecimento
Em 2022, María Fernanda foi incluída na lista da BBC das 100 mulheres mais influentes do mundo por defender os direitos das pessoas com deficiência do México e lutar em prol de sua participação política.